# Igor Nikić
Igor Nikić, in montenegrino Игор Никић (Cattaro, 25 agosto 2000), è un calciatore montenegrino, portiere del Dečić e della nazionale montenegrina.

## Carriera

### Nazionale
Ha debuttato con la nazionale montenegrina l'11 ottobre 2024, in occasione dell'incontro di UEFA Nations League perso per 1-0 contro la Turchia.

## Statistiche

### Presenze e reti nei club
Statistiche aggiornate all'8 giugno 2025.
| Stagione         | Squadra              | Campionato       | Campionato | Campionato | Coppe nazionali | Coppe nazionali | Coppe nazionali | Coppe continentali | Coppe continentali | Coppe continentali | Altre coppe | Altre coppe | Altre coppe | Totale | Totale | Totale |
| Stagione         | Squadra              | Comp             | Pres       | Reti       | Comp            | Pres            | Reti            | Comp               | Pres               | Reti               | Comp        | Pres        | Reti        | Pres   | Reti   |        |
| ---------------- | -------------------- | ---------------- | ---------- | ---------- | --------------- | --------------- | --------------- | ------------------ | ------------------ | ------------------ | ----------- | ----------- | ----------- | ------ | ------ | ------ |
| 2020-2021        | Podgorica            | 1L               | 1          | -4         | CM              | 0               | 0               | -                  | -                  | -                  | -           | -           | -           | 1      | -4     |        |
| 2021-2022        | Podgorica            | 1L               | 3+1        | -2 + -1    | CM              | 1               | 0               | -                  | -                  | -                  | -           | -           | -           | 5      | -3     |        |
| Totale Podgorica | Totale Podgorica     | Totale Podgorica | 4+1        | -6 + -1    |                 | 1               | 0               |                    | -                  | -                  |             | -           | -           | 6      | -7     |        |
| 2021-2022        | Mladost Donja Gorica | 2.CFL            | 31         | -29        | -               | -               | -               | -                  | -                  | -                  | -           | -           | -           | 31     | -29    |        |
| 2022-2023        | Arsenal Tivat        | 1L               | 36         | -39        | CM              | 4               | -5              | -                  | -                  | -                  | -           | -           | -           | 40     | -44    |        |
| 2023-2024        | Dečić                | 1L               | 35         | -26        | CM              | 4               | -2              | -                  | -                  | -                  | -           | -           | -           | 39     | -28    |        |
| 2024-2025        | Dečić                | 1L               | 29         | -24        | CM              | 3               | -2              | UCL+UECL           | 2+4                | -4 + -2            | -           | -           | -           | 38     | -32    |        |
| Totale Dečić     | Totale Dečić         | Totale Dečić     | 64         | -50        |                 | 7               | -4              |                    | 6                  | -6                 |             | -           | -           | 77     | -60    |        |
| Totale carriera  | Totale carriera      | Totale carriera  | 135+1      | -124 + -1  |                 | 12              | -9              |                    | 6                  | -6                 |             | -           | -           | 154    | -140   |        |

### Cronologia presenze e reti in nazionale
| Cronologia completa delle presenze e delle reti in nazionale ― Montenegro | Cronologia completa delle presenze e delle reti in nazionale ― Montenegro | Cronologia completa delle presenze e delle reti in nazionale ― Montenegro | Cronologia completa delle presenze e delle reti in nazionale ― Montenegro | Cronologia completa delle presenze e delle reti in nazionale ― Montenegro | Cronologia completa delle presenze e delle reti in nazionale ― Montenegro | Cronologia completa delle presenze e delle reti in nazionale ― Montenegro | Cronologia completa delle presenze e delle reti in nazionale ― Montenegro |
| Data                                                                      | Città                                                                     | In casa                                                                   | Risultato                                                                 | Ospiti                                                                    | Competizione                                                              | Reti                                                                      | Note                                                                      |
| ------------------------------------------------------------------------- | ------------------------------------------------------------------------- | ------------------------------------------------------------------------- | ------------------------------------------------------------------------- | ------------------------------------------------------------------------- | ------------------------------------------------------------------------- | ------------------------------------------------------------------------- | ------------------------------------------------------------------------- |
| 11-10-2024                                                                | Samsun                                                                    | Turchia                                                                   | 1 – 0                                                                     | Montenegro                                                                | UEFA Nations League 2024-2025 - 1º turno                                  | -1                                                                        |                                                                           |
| 14-10-2024                                                                | Cardiff                                                                   | Galles                                                                    | 1 – 0                                                                     | Montenegro                                                                | UEFA Nations League 2024-2025 - 1º turno                                  | -1                                                                        |                                                                           |
| 16-11-2024                                                                | Nikšić                                                                    | Montenegro                                                                | 0 – 2                                                                     | Islanda                                                                   | UEFA Nations League 2024-2025 - 1º turno                                  | -2                                                                        |                                                                           |
| 19-11-2024                                                                | Nikšić                                                                    | Montenegro                                                                | 3 – 1                                                                     | Turchia                                                                   | UEFA Nations League 2024-2025 - 1º turno                                  | -1                                                                        | 90+2’                                                                     |
| 22-3-2025                                                                 | Nikšić                                                                    | Montenegro                                                                | 3 – 1                                                                     | Gibilterra                                                                | Qual. Mondiali 2026                                                       | -1                                                                        |                                                                           |
| 6-6-2025                                                                  | Plzeň                                                                     | Rep. Ceca                                                                 | 2 – 0                                                                     | Montenegro                                                                | Qual. Mondiali 2026                                                       | -2                                                                        |                                                                           |
| Totale                                                                    |                                                                           | Presenze                                                                  | 6                                                                         |                                                                           | Reti                                                                      | -8                                                                        |                                                                           |

## Palmarès

### Club

#### Competizioni nazionali
- Campionato montenegrino: 1

Dečić: 2023-2024
- Coppa del Montenegro: 1

Dečić: 2024-2025